# Kudzanai-Violet Hwami
Kudzanai-Violet Hwami (nascida em 1993) é uma pintora do Zimbabwe que vive e trabalha em Londres, na Inglaterra. O seu trabalho explora sexualidade, raça e género.
Ela nasceu em Gutu, no Zimbabwe, onde viveu até aos nove anos. Dos nove aos dezassete anos, morou na África do Sul. Aos 17 anos, ela mudou-se para Londres, Inglaterra.
Hwami foi incluída na Bienal de Veneza de 2019.
O seu trabalho encontra-se incluído na colecção permanente do museu Zeitz MOCAA, na África do Sul.